# Janthina globosa
Janthina globosa (nomeada, em inglês, globular Janthina, elongate Janthina, glossy violet snail ou purple sea shell) é uma espécie de molusco gastrópode marinho da família Epitoniidae, na ordem Caenogastropoda (no passado, na família Janthinidae), epipelágica e pleustônica em oceanos tropicais. Foi classificada por William John Swainson, em 1822, na obra Zoological Illustrations, or, original figures and descriptions of new, rare, or interesting animals, selected chiefly from the classes of ornithology, entomology, and conchology, and arranged on the principles of Cuvier and other modern zoologists. London: Baldwin, Cradock & Joe; Strand: W. Wood. (Vol. 1-3).

## Descrição da concha e hábitos
Janthina globosa possui concha globosa, como cita o seu epíteto específico, com espiral destacada e geralmente com até 4 voltas angulares, de coloração púrpura a rosada, atingindo até os 4 centímetros de comprimento e sem canal sifonal em sua abertura. A sua superfície possui sulcos pouco profundos, que se inclinam da sutura (junção entre as voltas) para trás e para o meio, onde formam uma junção e onde continuam até uma incisão em forma de V, pouco aprofundada, no lábio externo, que é arredondado e fino, com sua columela reta, na parte anterior, e sem opérculo na abertura, quando adulta.

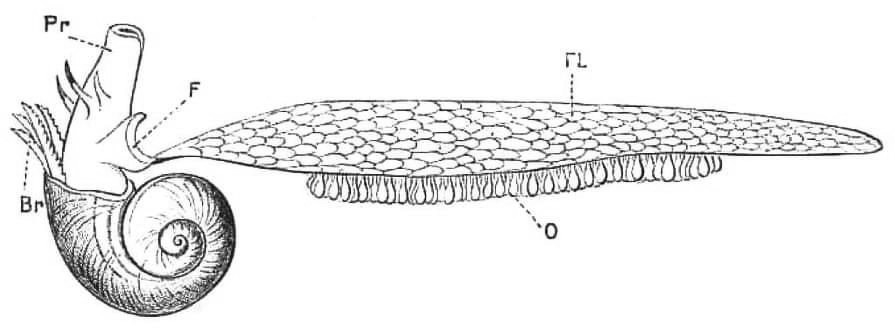
Ilustração de Janthina janthina (Linnaeus, 1758)[1] com o animal ("FL": flutuador; "O": ovos; "Pr": probóscide; "Br": brânquias; "F": pé); retirada de Molluscs, Cambridge Natural History, v.3 (1895).

Os moluscos do gênero Janthina não possuem visão e não podem viver desconectados de seus flutuadores; fixos por seus pés e com a abertura da concha para cima, estando à mercê de ventos e correntes marinhas, na superfície das ondas, para o seu deslocamento, passando sua vida na zona epipelágica ou nêuston (superfície dos oceanos) de mares tropicais, se alimentando de cnidários dos gêneros Physalia, Porpita e Velella. Tais flutuadores são constituídos por uma bolsa de bolhas de ar formadas por muco endurecido e secretado pelo animal. Tais bolsas também contém seus ovos, mantidos em cápsulas presas à parte inferior do flutuador das fêmeas e liberados como larvas que nadam livremente. Os indivíduos são protândricos; iniciam suas vidas como machos e posteriormente se tornam fêmeas. Quando são alvo de predação eles podem soltar uma substância de coloração arroxeada para a sua defesa. Podem ser depositadas em praias, ainda vivos e em grande número.

## Distribuição geográfica
Esta espécie está distribuída geralmente nas áreas de clima tropical dos três oceanos, incluindoː
- Oceano Atlânticoː Canadá, Colômbia,[6] costa do Brasil,[10] Cuba, Grécia, Jamaica, mar do Caribe,[6] mar Mediterrâneo,[3] norte do Atlântico.
- Oceano Índicoː África do Sul, mar Vermelho, Moçambique, Tanzânia.
- Oceano Pacíficoː Nova Zelândia, norte do Pacífico.[6]